# Les Bottereaux
Bottereaux – miejscowość i gmina we Francji, w regionie Normandia, w departamencie Eure.
Według danych na rok 1990 gminę zamieszkiwało 260 osób, a gęstość zaludnienia wynosiła 12 osób/km² (wśród 1421 gmin Górnej Normandii Bottereaux plasuje się na 647. miejscu pod względem liczby ludności, natomiast pod względem powierzchni na miejscu 39.).